# Dieter Brauns
Dieter Brauns (* 1. März 1926 in Bremen; † 5. April 2005 in Bremerhaven) war ein deutscher Politiker (CDU) aus Bremerhaven. Er saß in der Bremischen Bürgerschaft.

## Biografie
Brauns absolvierte sein Abitur am humanistischen Gymnasium der Wilhelm-Raabe-Schule (Bremerhaven). Von 1943 bis 1947 war er Soldat beziehungsweise in Kriegsgefangenschaft.
Er war von 1938 bis 1944 in der Hitlerjugend (HJ) und von August 1942 bis Dezember 1943 Jungzugführer. Am 26. März 1944 beantragte er die Aufnahme in die NSDAP und wurde zum 20. April desselben Jahres aufgenommen (Mitgliedsnummer 9.935.221). Im Juni 1947 wurde er anhand des Meldebogens aufgrund der Jugendamnestie als „nicht betroffen“ entnazifiziert; die in der NSDAP-Zentralkartei registrierte Parteimitgliedschaft seit dem 20. April 1944 ist im Meldebogen nicht angegeben.
Seit 1947 war er als Kaufmann in Bremerhaven berufstätig. Er wurde als ehrenamtlicher Landessozial- und -arbeitsrichter ernannt.
Brauns wurde nach dem Zweiten Weltkrieg Mitglied der CDU Bremen und war von 1963 bis 1979 16 Jahre lang Mitglied der Bremischen Bürgerschaft und verschiedener Deputationen der Bürgerschaft.